# Certosa di Farneta

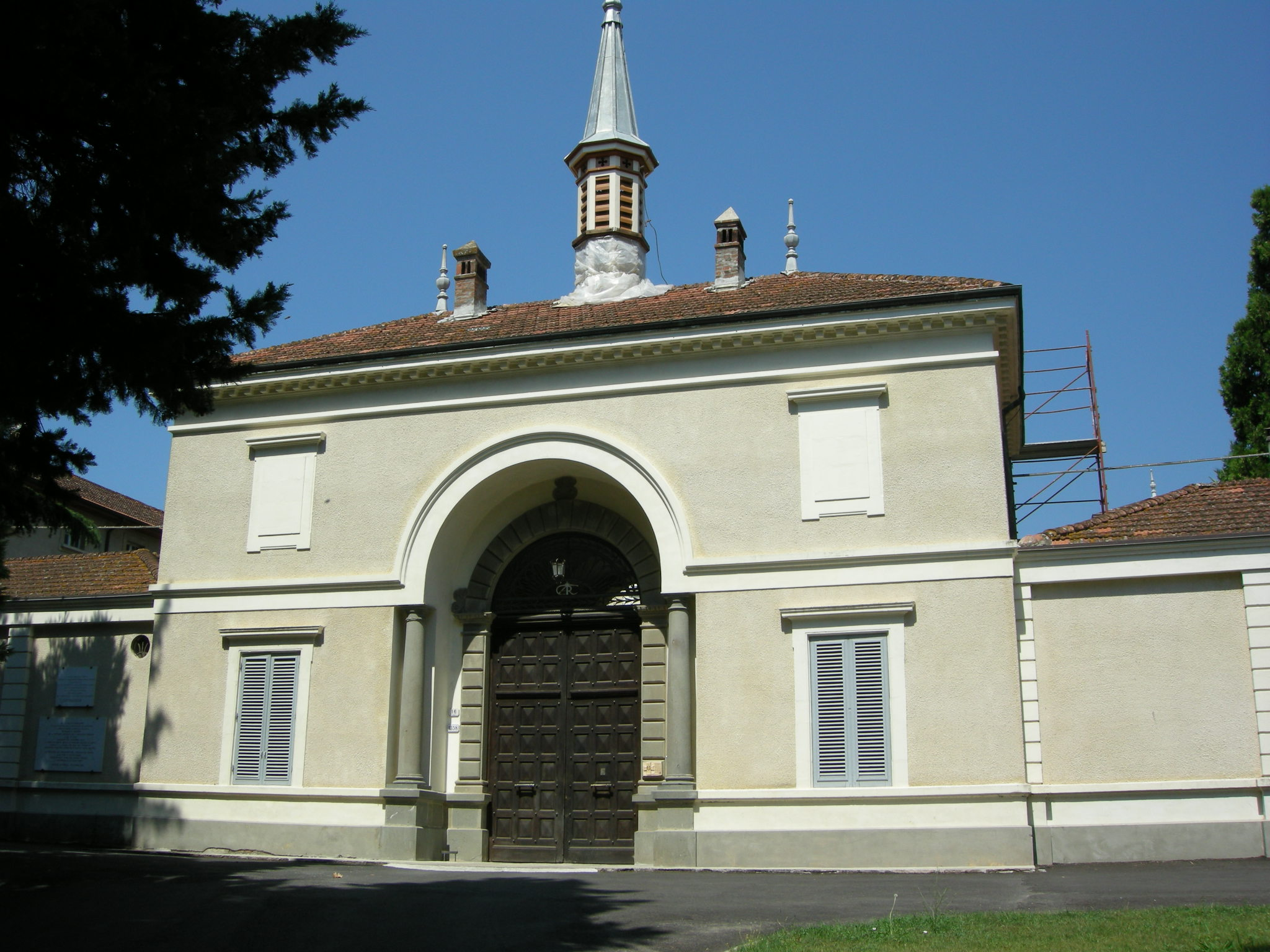
Ingresso

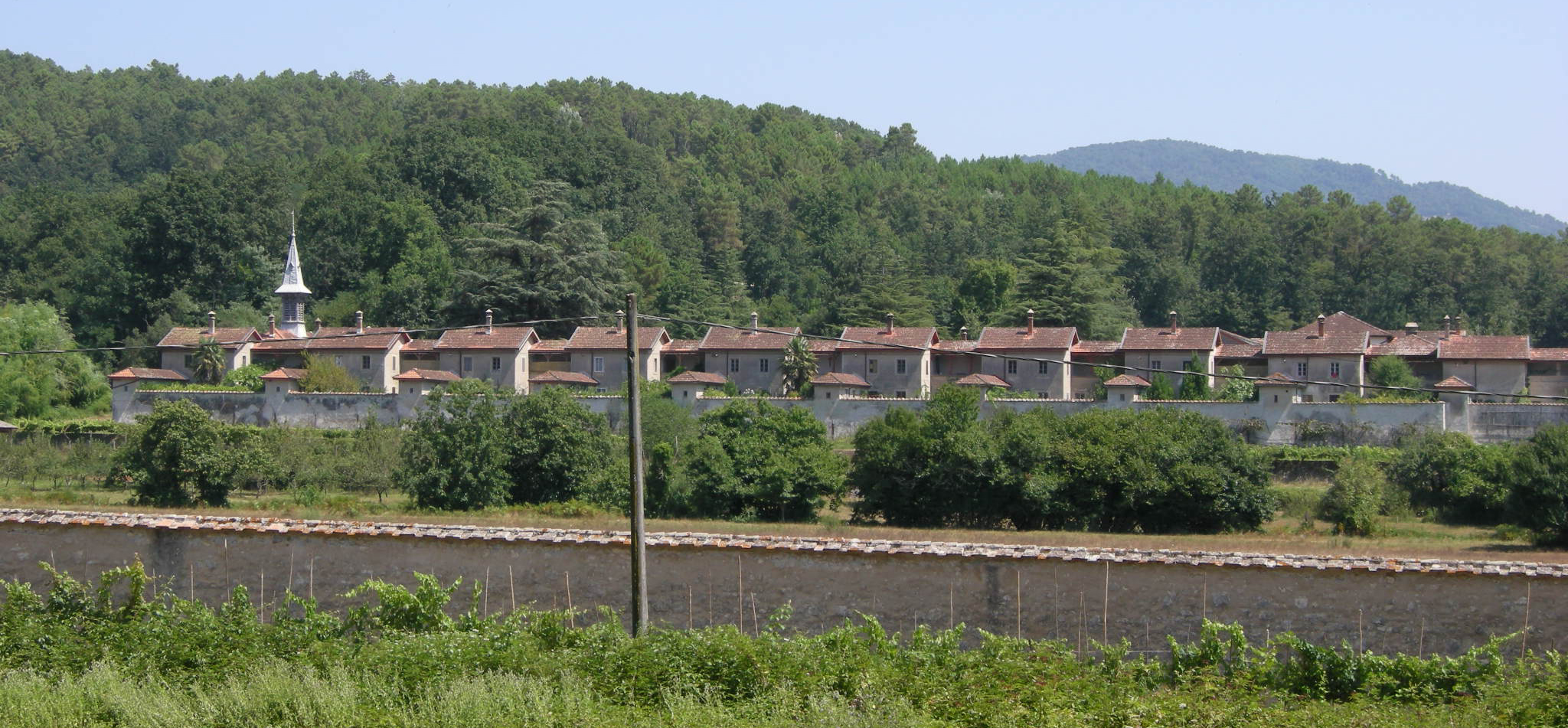
Le celle dei monaci

La certosa di Farneta è un monastero certosino di Lucca che si trova nella località omonima, frazione della città.

## Storia e descrizione
La chiesa, consacrata nel 1358, mostra l'aspetto assunto dopo i rifacimenti della fine del Seicento. La decorazione pittorica ad affresco di Stefano Cassiani, detto il Certosino, ricopre tutte le pareti; una grande edicola marmorea inquadra la Discesa dello Spirito Santo.
Il primitivo nucleo, costruito alla metà del XIV secolo, venne modificato nel XVII secolo; ai primi del Novecento fu più che raddoppiato per ospitare la comunità della Grande Chartreuse, espulsa dalla Francia. Farneta fu sede della Grande Chartreuse e quindi casa madre dell'ordine certosino dal 1903 al 1940.
Adiacenti alla chiesa si trovano il chiostro piccolo e la sala capitolare, dove è conservata un'Annunciazione seicentesca. Attorno al Chiostro Grande sono disposte le celle dei monaci, vere e proprie casette, separate le une dalle altre.

Durante l'ultima fase del secondo conflitto mondiale, i monaci accolsero vari profughi, civili, ebrei e partigiani. La notte fra il primo e il 2 settembre 1944 le truppe naziste irruppero nel monastero, trucidando, nei giorni successivi, 6 padri, 6 conversi e 32 civili.
La Certosa non è visitabile.